# Curralinho
Curralinho est une municipalité brésilienne située dans l'État du Pará.